# Virgilio Levratto
Virgilio Felice Levratto (Carcare, 26 oktober 1904 – Genua, 30 juni 1968) was een Italiaans voetballer, die na zijn actieve loopbaan werkzaam was als voetbalcoach. Hij speelde in totaal 28 officiële interlands voor zijn vaderland Italië en maakte in 1928 deel uit van de nationale selectie, die de bronzen medaille won bij de Olympische Spelen in Amsterdam. Hij overleed op 63-jarige leeftijd.
- Bibliothèque nationale de France: cb17756537j (data)
- International Standard Name Identifier: 0000 0000 5467 1791
- Library of Congress Control Number: nr98034086
- Virtual International Authority File: 49144198